# دکان بیجاری
دکان بیجاری، روستایی از توابع بخش پره‌سر شهرستان رضوان‌شهر در استان گیلان ایران است.

## جمعیت
این روستا در دهستان ییلاقی ارده قرار دارد و براساس سرشماری مرکز آمار ایران در سال ۱۳۸۵، جمعیت آن زیر سه خانوار بوده‌است.